# 라인홀트 쉰첼

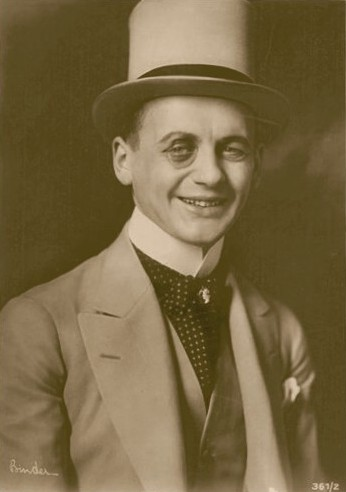

라인홀트 쉰첼(독일어: Reinhold Schünzel, 1888년 11월 7일 ~ 1954년 11월 11일)은 독일의 배우, 감독으로 독일과 미국에서 활동했다.

## 참여 작품

### 독일 영화
- 디프런트 프롬 디 아더스
- 서푼짜리 오페라 (영화)

### 미국 영화
- 행맨 올소 다이!
- 드래곤윅
- 오명 (1946년 영화)
- 골든 이어링 (영화)